# Nagy kutyatejcincér
A nagy kutyatejcincér vagy magyar kutyatejcincér (Oberea euphorbiae) a cincérfélék családjába tartozó, Európában honos, kutyatejféléken élő bogárfaj. 

## Megjelenése
A nagy kutyatejcincér testhossza 13−19 mm. Alakja megnyúlt, karcsú. Feje a test tengelyére merőlegesen, lefelé mutat. A fej fekete, de elöl, a szájszerveknél többé-kevésbé kiterjedten vörös színű.  A csápok sötétek, tizenegy ízből állnak; a hímeknél majdnem elérik a test végét míg a nőstényeknél a szárnyfedők közepén túl nyúlnak. A fekete előhát középen a legszélesebb és hátul valamivel kevésbé keskenyedik, mint elöl. A sötétszürke szárnyfedők szabálytalanul pontozottak, elöl durvábban, a vége felé finomabban; végük külön-külön lekerekített.
A lábak viszonylag rövidek, a kinyújtott hátsó lábak nem érik el a második potrohszelvény hátsó szélét. Színük a potroh hasi oldalához hasonlóan. A lábszár (tarsus) négy ízből állónak tűnik, mivel a negyedik íz nagyon kicsi és a harmadik lebenyei eltakarják. A karmok a tövüknél fogazottak.

## Elterjedése és életmódja
Európában honos, Svájctól a Kaukázusig. Közép- és Délkelet-Európában a leggyakoribb. 
A lárva különféle kutyatejfajok, elsősorban a mocsári kutyatej szárában fejlődik. Rágása a növény pusztulásával jár. Fejlődése egy évig tart. Az imágó május-júniusban bújik ki a bábból. 

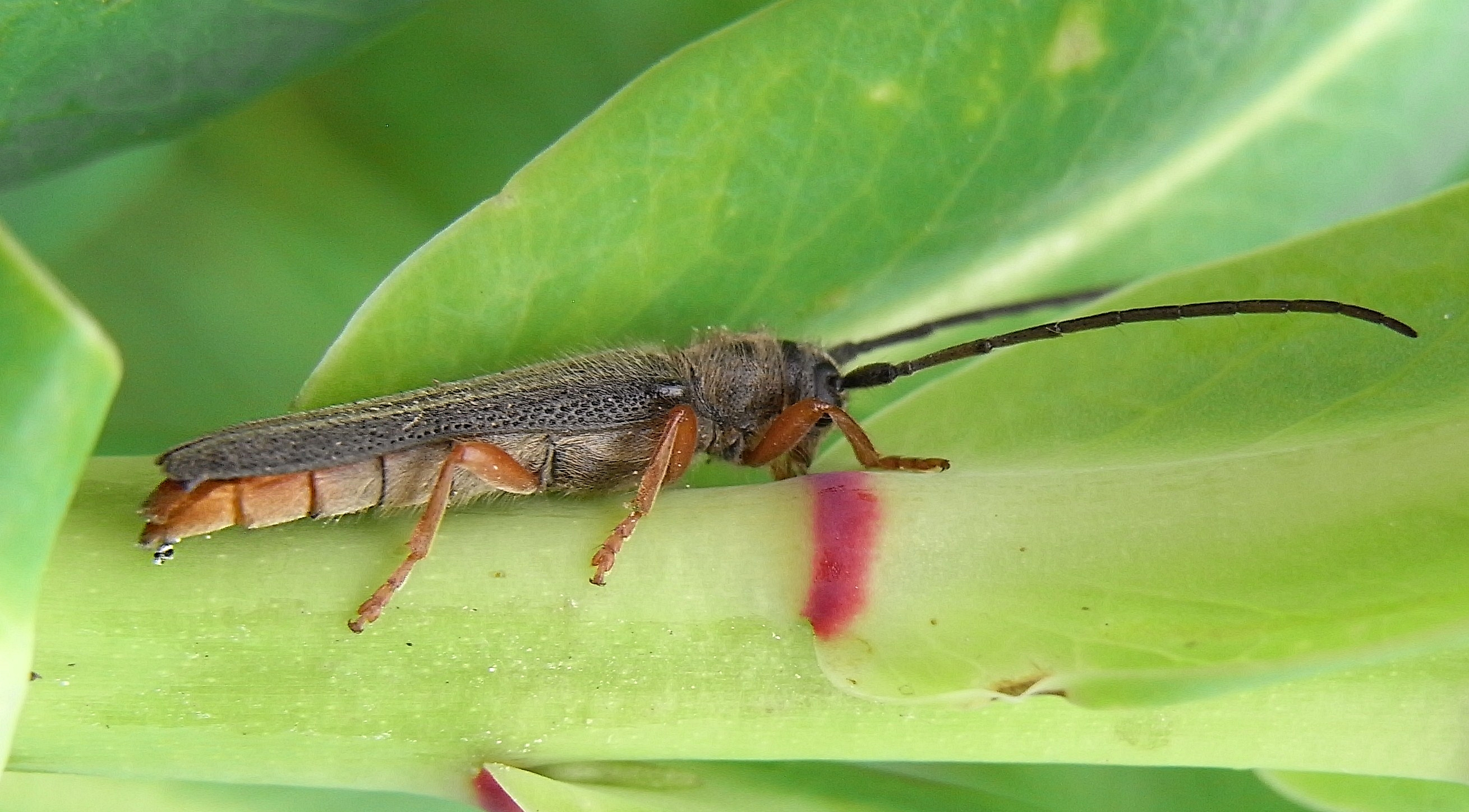
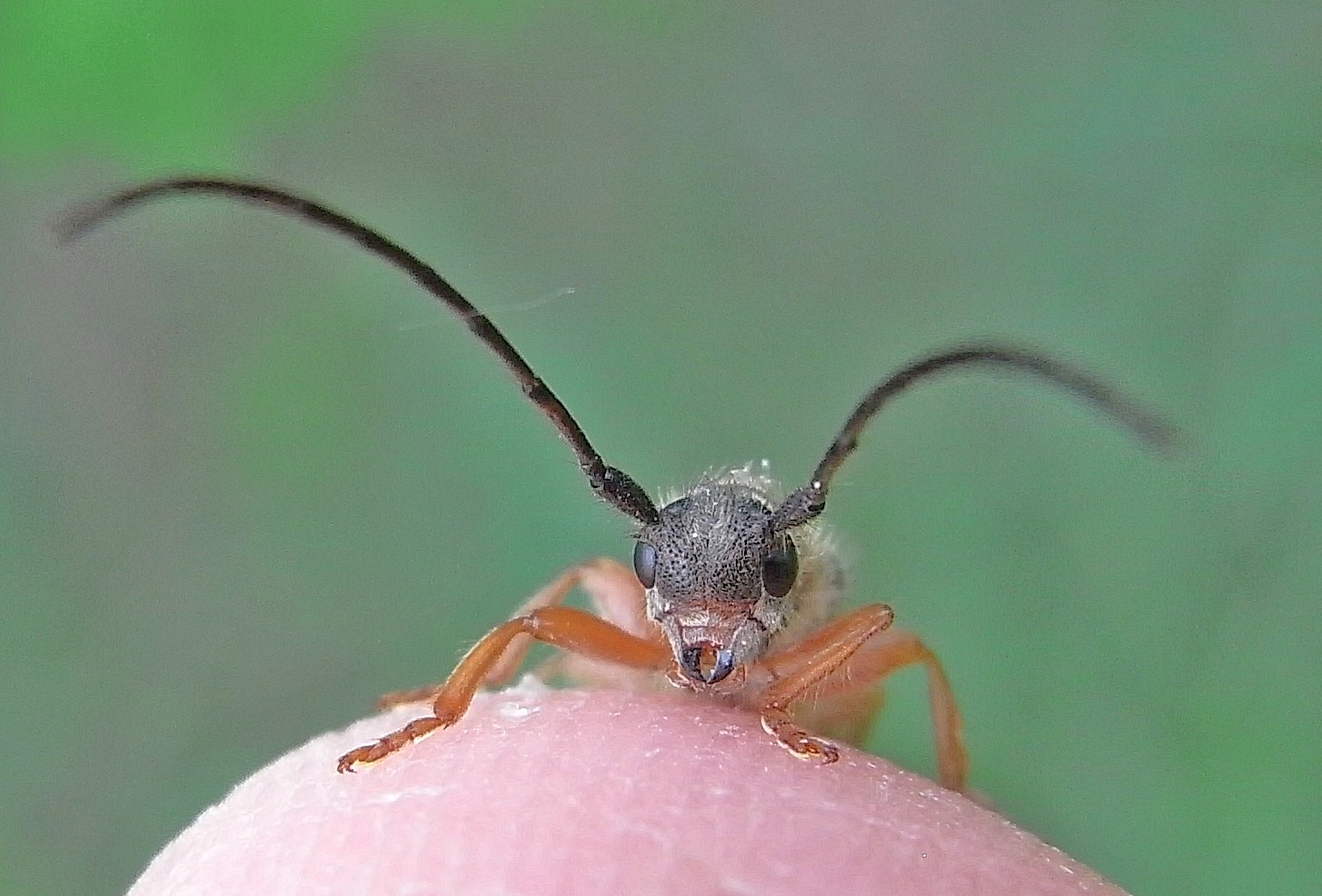

## Fordítás
- Ez a szócikk részben vagy egészben  az   Oberea euphorbiae című német Wikipédia-szócikk ezen változatának fordításán alapul.  Az eredeti cikk szerkesztőit annak laptörténete sorolja fel. Ez a jelzés csupán a megfogalmazás eredetét és a szerzői jogokat jelzi, nem szolgál a cikkben szereplő információk forrásmegjelöléseként.